# Cindy Parlow
Cindy Parlow Cone (Memphis, 8 de mayo de 1978) es una exfutbolista y entrenadora estadounidense de fútbol femenino. Actualmente, es la presidenta de la Federación de Fútbol de Estados Unidos.
Jugó al fútbol en la Universidad de Carolina del Norte, donde fue cuatro veces All-America e integrante del equipo que ganó el Campeonato de Fútbol Femenino de la NCAA. Ganó el Trofeo Hermann dos veces, en 1997 y 1998, y el de Atleta Femenina del Año de la ACC en 1999.
Parlow fue la medalla de oro más joven de la historia, a los 18 años y 85 días, cuando contribuyó a que Estados Unidos ganase en 1996.